# Condat, Cantal
Condat, tudi Condat-en-Feniers, je naselje in občina v osrednjem francoskem departmaju Cantal regije Auvergne. Leta 1999 je naselje imelo 1.121 prebivalcev.

## Geografija
Kraj leži v pokrajini Haute-Auvergne ob reki Rhue, 72 km severovzhodno od Aurillaca.

## Uprava
Condat je sedež istoimenskega kantona, v katerega so poleg njegove vključene še občine Chanterelle, Lugarde, Marcenat, Marchastel, Montboudif, Montgreleix, Saint-Amandin in Saint-Bonnet-de-Condat z 2.953 prebivalci.
Kanton Condat je sestavni del okrožja Saint-Flour.

## Zanimivosti
- opatija abbaye du Val-Honnete oz. de Feniers, ustanovljena leta 1098;